# Нова Єдлянка
Нова Єдлянка (пол. Nowa Jedlanka) — село в Польщі, у гміні Устимів Любартівського повіту Люблінського воєводства.
Населення — 269 осіб (2011).

## Демографія
Демографічна структура станом на 31 березня 2011 року:
|          | Загалом | Допрацездатний вік | Працездатний вік | Постпрацездатний вік |
| -------- | ------- | ------------------ | ---------------- | -------------------- |
| Чоловіки | 134     | 30                 | 85               | 19                   |
| Жінки    | 135     | 21                 | 69               | 45                   |
| Разом    | 269     | 51                 | 154              | 64                   |